# Johann Liss
Johann Liss lub Jan Lys (ur. ok. 1597 w Oldenburgu, zm. 5 grudnia 1631 w Wenecji) – niemiecki malarz, rysownik i grafik okresu wczesnego baroku.
Nauki pobierał w warsztacie rodziców, którzy byli malarzami. Od 1614 podróżował, odwiedzając Haarlem, Amsterdam, Antwerpię, Paryż i Wenecję. Od 1622 mieszkał w Rzymie. W końcu lat 20. powrócił do Wenecji, gdzie zmarł w wieku 33 lat podczas zarazy.
Zaczął od stylu typowego dla szkoły haarlemskiej, następnie poddał się wpływom Petera Paula Rubensa i Jacoba Jordaensa i w końcu pod wpływem Caravaggia i Demenica Fettiego wypracował swój własny styl. Malował obrazy o tematyce mitologicznej, religijnej i biblijnej oraz sceny rodzajowe. Oprócz wspaniałych wielofigurowych kompozycji malarskich i rysunków pozostawił spory dorobek graficzny.

## Wybrane dzieła

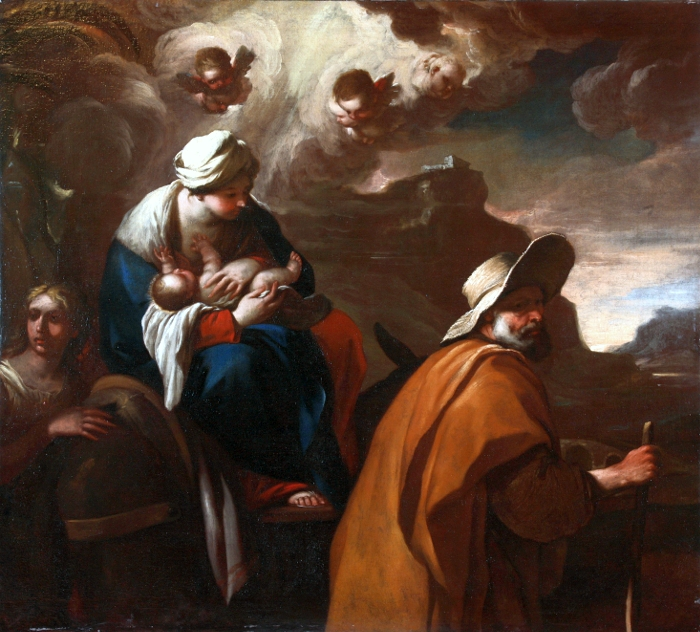
Johann Liss, Ucieczka do Egiptu (I poł. XVII w.), Muzeum Narodowe, Kielce

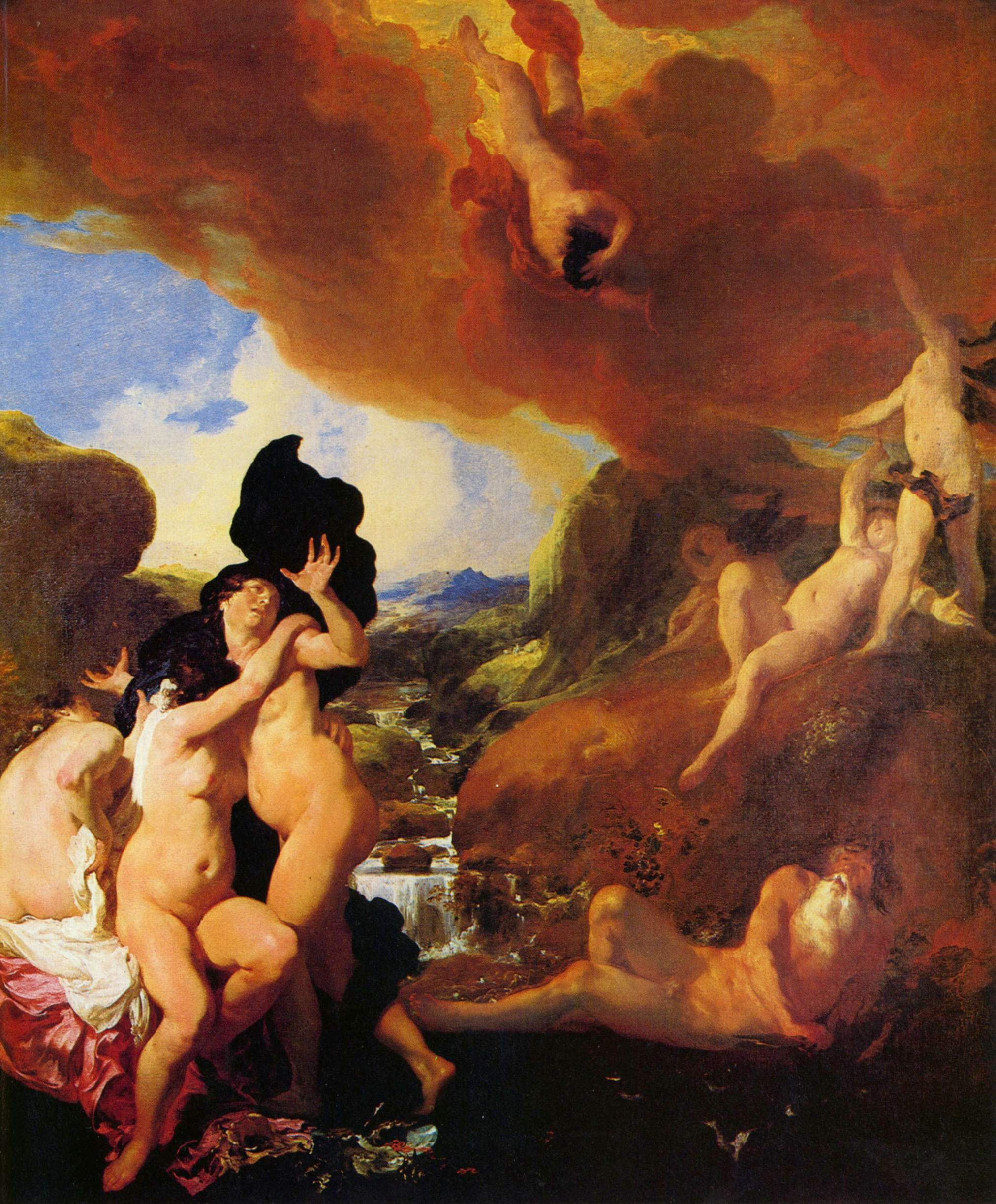
Johann Liss, Upadek Faetona (ok. 1624), National Gallery, Londyn

- Adam i Ewa opłakujący Abla (1624-29) – Wenecja, Accademia,
- Apollo i Marsjasz (ok. 1627) – Wenecja, Accademia,
- Gra w morę (1621-22) – Kassel, Gemaeldegalerie,
- Herkules na rozstajnych drogach (ok. 1625) – Drezno, Galeria Obrazów Starych Mistrzów,
- Judyta i Holofernes (1628) – Wiedeń, Kunsthistorisches Museum,
- Judyta w namiocie Holofernesa (ok. 1625) – Londyn, National Gallery,
- Kuszenie św. Antoniego (ok. 1620) – Kolonia, Wallraf-Richartz Museum,
- Nawrócenie św. Pawła (1628-29) – Berlin, Gemäldegalerie,
- Nimfa i pasterz (ok. 16250 – Nowy Jork, Metropolitan Museum of Art,
- Odnalezienie Mojżesza (1626-27) – Lille, Musée des Beaux-Arts,
- Ofiara Abrahama (ok. 1627) – Florencja, Uffizi,
- Satyr i wieśniak (1623-26) – Waszyngton, National Gallery of Art,
- Śmierć Kleopatry (1622-24) – Monachium, Stara Pinakoteka,
- Syn marnotrawny (1625-30) - Wiedeń, Akademia Sztuk Pięknych,
- Syn marnotrawny (ok. 1622) – Norymberga, Germanisches Nationalmuseum,
- Toaleta Wenus (1625-26) – 83 x 69 cm, Florencja, Uffizi,
- Ucieczka do Egiptu - Kielce, Muzeum Narodowe,
- Upadek Faetona (ok. 1624) – Londyn, National Gallery,
- Wesele – Budapeszt, Muzeum Sztuk Pięknych,
- Wizja św. Hieronima (ok. 1627) – Wenecja, kościół San Nicola da Tolentino.